# Апатов, Кузьма Павлович
Кузьма Павлович Апатов (29 февраля 1896, Карачев, Орловская губерния (ныне Брянская область) — 29 июля 1920, в районе г. Токмак, Херсонская губерния) — революционер, герой гражданской войны. Командир первого Мариупольского ударного советского батальона.

## Биография
Окончил техническое училище, затем — Александровское юнкерское училище. Офицер царской армии. Участник Первой мировой войны.
В 1918 году служил военспецом в г. Жиздра Калужской губернии. В марте 1919 года Екатеринославский губернский военкомат направил его помощником военного комиссара Мариупольского уезда, где для защиты Мариуполя от деникинцев из отряда заводских рабочих, портовиков и железнодорожников в апреле 1919 года решением ревкома был создан первый Мариупольский ударный советский батальон под командованием К. П. Апатова. Махновцы в это период времени воевали против деникинцев в союзе с Красной Армией. Членом РКП(б) не был.
Первое боевое крещение батальон получил под станицей Ново-Николаевская (ныне Новоазовск). 15 апреля 1919 года под натиском деникинских частей батальон оставил г. Мариуполь, а 27 апреля неожиданным налётом разгромил белогвардейцев и освободил город.
В мае 1919 года батальон был преобразован в 413-й Мариупольский полк, при формировании которого в него попало довольно много местных повстанцев, симпатизировавших Махно. Мариупольский полк Апатова входил в состав 7-й дивизии, созданной на основе махновских частей, хотя значился там отдельно. После разгрома деникинцев полк успешно вёл боевые действия против врангелевских войск.
Свой последний бой К. Апатов принял восточнее Мелитополя.

«27 июля 1920 года конные части белых в несколько тысяч сабель, воспользовавшись слабой связью между 413-м и 412-м полками Красной Армии, зашли в тыл нашего полка. К тому времени, надо сказать, в предыдущих боях наш полк понёс значительные потери и, по сути, не имел связи со штабом 138-й бригады. Положение было не из легких, но, несмотря на это, мы вступили в неравный бой с превосходящими силами белых. Белогвардейцам удалось окружить наш полк и захватить в плен многих бойцов второго и третьего батальонов. Командир полка Апатов, перейдя в расположение первого батальона, до последней возможности вёл бой. В этом бою Кузьма Павлович геройски погиб»— адъютант Апатова Владимир Чинчин
.
29 июля 1920 года К. П. Апатов погиб в бою в районе Большого Токмака.
Похоронен в с. Работино (Запорожская область).

## Память
- В мае 1929 года в Мариуполе именем К. П. Апатова была названа улица и с 1936 года — посёлок имени Апатова (район, ограниченный современными проспектами Ильича, Металлургов, улицей Макара Мазая).
- В 1968 году в Мариуполе был установлен бюст анархиста-революционера К. П. Апатова[2]. Бюст Апатова неоднократно подвергался актам вандализма украинских националистов. В 2014 году они осквернили его в первый раз: отбили статуе нос и повредили глаз. 28 января 2016 власти стёрли с карты Мариуполя имя анархиста, улицу Апатова переименовали в «Итальянскую».
- Памятник Кузьме Апатову был установлен возле здания совхоза селе Работино Запорожской области. Серьёзно повреждён в 2023 году.